# 파리 협정 (2015년)

당사국
조인국
유럽 연합 비준 하의 당사국
유럽 연합 비준 하의 조인국

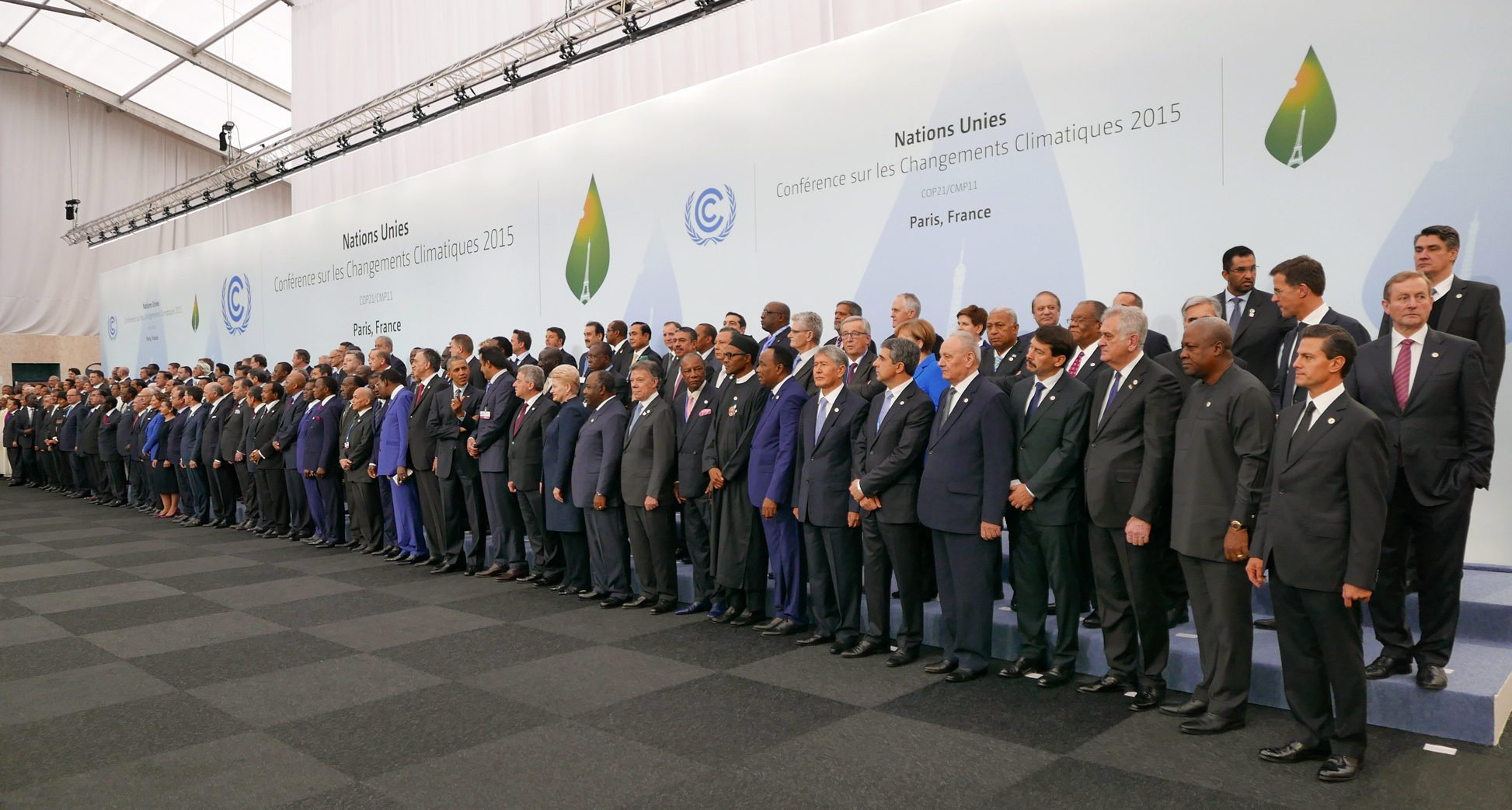
제21차 유엔기후변화협약 당사국총회로 모인 각국의 정상들

파리 협정(파리協定, 영어: Paris Agreement, 프랑스어: Accord de Paris)은 2015년 유엔 기후 변화 회의에서 채택된 조약이다. 회의의 폐막일인 2015년 12월 12일 채택되었고, 2016년 11월 4일부터 포괄적으로 적용되는 국제법으로서 효력이 발효되었다. 회의 주최자 프랑스의 외무장관 로랑 파비우스는 "야심차고 균형잡힌" 이 계획은 지구 온난화에 있어서 "역사적 전환점"이라고 하였다. 하지만 실패하였다.(풀네임; 파리기후 협약)

## 내용
지구 평균온도 상승 폭을 산업화 이전 대비 2℃ 이하로 유지하고, 더 나아가 온도 상승 폭을 1.5℃ 이하로 제한하기 위해 함께 노력하기 위한 국제적인 협약이다. 각국은 온실가스 감축 목표를 스스로 정해 국제사회에 약속하고 이 목표를 실천해야 하며, 국제사회는 그 이행에 대해서 공동으로 검증하게 된다. 파리협정은 2016년 제23차 기후변화당사국총회에서 195개국의 만장일치로 채택되었다. 2017년 6월 미국의 탈퇴 선언과 2020년 11월 4일, 미국의 공식 탈퇴에도 불구하고, 여전히 세계 탄소 배출의 87%에 달하는 200여 개 국가가 협정을 이행중이다.

## 대한민국

### 체결 이전

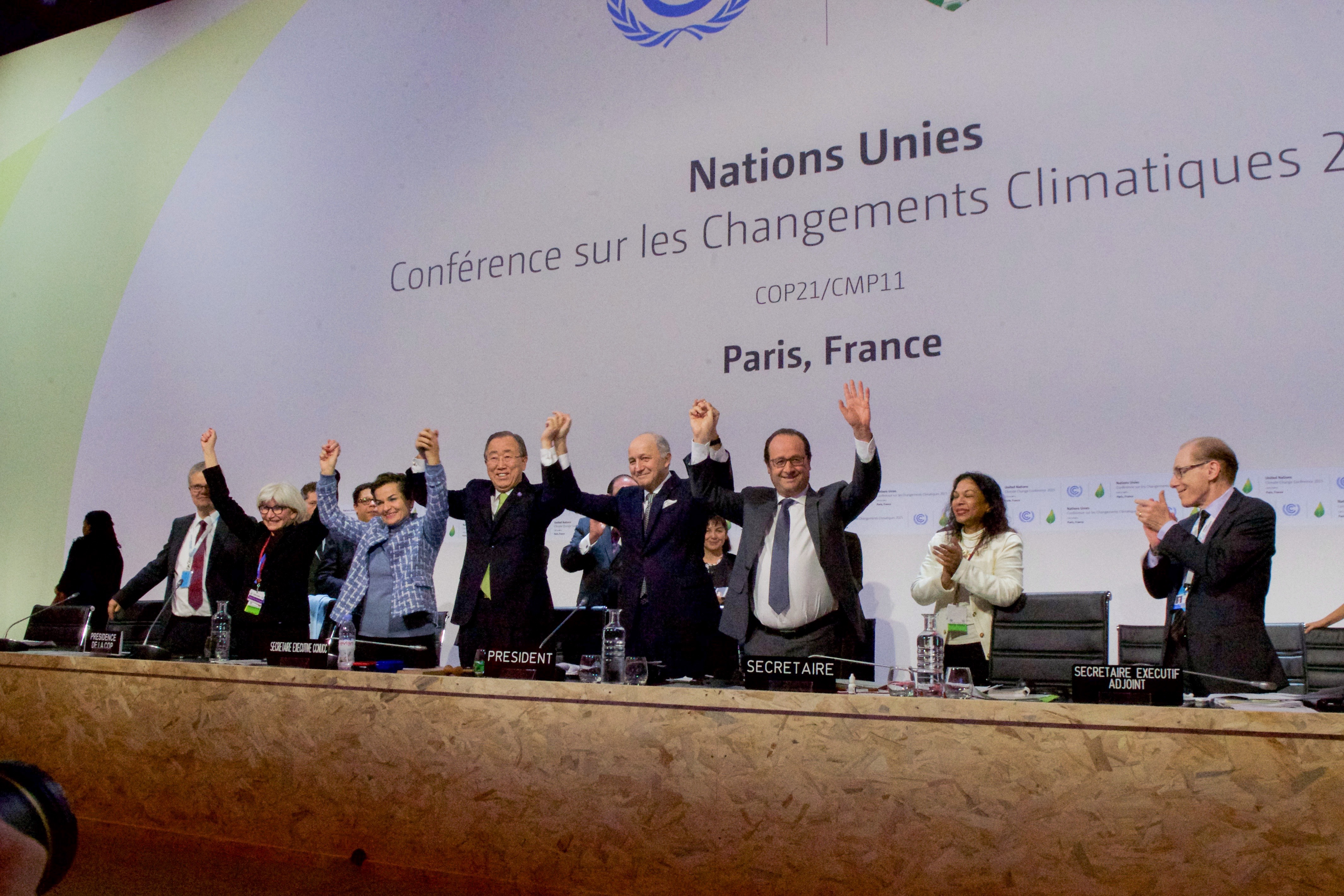
195개국의 합의로 역사적인 파리 협정이 성사되자 환호하는 반기문 유엔 사무총장과 각국 정상들

반기문 유엔 사무총장이 주관한 파리 유엔 기후 변화 회의에서 파리 협정이 타결되었다. 미국 등 주요국이 빠지고 연장에 실패한 교토 의정서와 달리, 파리 협정은 2015년 12월 12일 195개국이 채택하여 체결이 성사되었다.

### 체결 이후
반기문 유엔 사무총장은 이 협정을 법적인 구속력이 있는 국제법으로 만들기 위해 세계 온실가스 배출의 55% 이상 책임이 있는 55개국에 활발한 로비 활동을 펼쳤다. 그같은 노력에 힘입어, 미국, 중국, 브라질, 인도, 유럽 연합 등 주요 기후 변화 당사자들이 파리 협정을 비준하였고, 2016년 11월 4일부터 기후 협정으로서는 최초로 포괄적인 구속력이 적용되는 국제법으로서 효력이 발효되었다.
버락 오바마 미국 대통령은 2016년 10월 유럽 의회가 비준을 마무리하여 파리 협정의 국제법 발효가 확정되자, 즉각 환영 성명을 발표하며 "지구에 있어서 전환점이 되는 날로 역사가 평가할 것"이라고 의미를 부여했다.

### 미국의 탈퇴
2017년 6월 도널드 트럼프 미국 대통령이 돌연 미국의 파리 협정 탈퇴를 선언하여 파리 협정은 새로운 위기에 봉착했다. 도널드 트럼프 대통령은 "파리협정이 미국에 불공평하며 미국민들에게 손해를 준다"고 하면서 이 협정에서 탈퇴한다는 것을 공식 선포하였다. 이에 따라 세계에서 트럼프의 결정을 비판하고 있으며, 미국 자국민들 또한 거센 반발을 하고 있다. 미국은 세계에서 가장 많은 탄소를 배출하는 나라 중 하나로, 미국이 탈퇴하게 되면 중국 등 다른 탄소배출 주요국들 또한 파리협정 준수에 관한 관심이 시들해질 수 있다.

### 미국의 재가입
조 바이든 제46대 미국 대통령이 2021년 1월 21일(현지 시간 20일) 취임한 가운데, 첫 업무로 파리 기후변화협약 복귀를 위한 행정명령에 서명했다. 파리기후협약(협정) 복귀는 바이든 대통령의 세 번째 서명에 의해 이루어졌다.
바이든 대통령은 당선인 시절 취임 첫날 파리기후협약에 재가입하고 취임 100일 안에 주요 경제국 정상들과 기후정상회의를 열겠다는 뜻을 밝힌 바 있다.

바이든은 파리협정 복귀 등과 관련한 행정명령에 서명하며 “오늘 서명하는 행정적 조처 일부는 코로나19 위기의 흐름을 바꾸고 우리가 오랫동안 하지 않은 기후변화와 싸우는 것을 도울 것”이라고 말했다.

## 같이 보기
- 유엔기후변화협약
- 교토 의정서